# Divizia A 1958-1959
Sezonul 1958-1959 al Diviziei A a fost cea de-a 41-a ediție a Campionatului de Fotbal al României, și a 21-a de la introducerea sistemului divizionar. A început pe 24 august 1958 și s-a terminat pe 10 iunie 1959. Petrolul Ploiești a devenit campioană pentru a treia oară în istoria sa.

## Clasament
| Loc | Echipă                    | Pct. | MJ | V  | E  | Î  | GM | GP | GA    | Calificare sau retrogradare                |
| --- | ------------------------- | ---- | -- | -- | -- | -- | -- | -- | ----- | ------------------------------------------ |
| 1.  | Petrolul Ploiești (C)     | 31   | 22 | 15 | 1  | 6  | 47 | 23 | 2,043 | Cupa Campionilor 1959-60 Runda preliminară |
| 2.  | Dinamo                    | 30   | 22 | 13 | 4  | 5  | 47 | 27 | 1,741 |                                            |
| 3.  | CCA București             | 29   | 22 | 12 | 5  | 5  | 35 | 26 | 1,346 |                                            |
| 4.  | Rapid                     | 26   | 22 | 11 | 4  | 7  | 46 | 28 | 1,643 |                                            |
| 5.  | Dinamo Bacău              | 23   | 22 | 9  | 5  | 8  | 32 | 35 | 0,914 |                                            |
| 6.  | Progresul București       | 21   | 22 | 9  | 3  | 10 | 39 | 34 | 1,147 |                                            |
| 7.  | Steagul Roșu Or. Stalin   | 20   | 22 | 7  | 6  | 9  | 31 | 33 | 0,939 |                                            |
| 8.  | UTA Arad                  | 19   | 22 | 7  | 5  | 10 | 27 | 28 | 0,964 |                                            |
| 9.  | Jiul Petroșani            | 18   | 22 | 7  | 4  | 11 | 26 | 42 | 0,619 |                                            |
| 10. | Farul                     | 17   | 22 | 6  | 5  | 11 | 31 | 53 | 0,585 |                                            |
| 11. | Știința Cluj              | 15   | 22 | 2  | 11 | 9  | 23 | 36 | 0,639 | Scutită de retrogradare                    |
| 12. | Politehnica Timișoara (R) | 15   | 22 | 5  | 5  | 12 | 25 | 44 | 0,568 | Retrogradare în Divizia B 1959-1960        |

| Câștigătorii Diviziei A, ediția 1958/1959 |
| ----------------------------------------- |
| Petrolul Ploiești Al 2-lea Titlu          |

## Rezultate
| Oaspeți ► Gazde ▼                          | CCA | BAC | DIN | FAR | JIU | PET | PRO | RAP | STR | UTA | ȘCJ | ȘTI |
| ------------------------------------------ | --- | --- | --- | --- | --- | --- | --- | --- | --- | --- | --- | --- |
| CCA București                              | —   | 1–2 | 0–2 | 1–1 | 0–1 | 2–1 | 2–1 | 4–0 | 1–0 | 2–1 | 2–2 | 2–0 |
| Dinamo Bacău                               | 1–0 | —   | 1–1 | 4–1 | 4–1 | 2–1 | 3–1 | 1–2 | 1–1 | 0–0 | 2–0 | 3–0 |
| Dinamo București                           | 0–1 | 3–2 | —   | 1–1 | 2–1 | 2–0 | 0–1 | 2–3 | 6–0 | 2–0 | 1–0 | 4–1 |
| Farul Constanța                            | 1–3 | 3–0 | 1–4 | —   | 3–1 | 2–1 | 3–2 | 0–2 | 3–1 | 0–0 | 3–3 | 4–1 |
| Jiul Petroșani                             | 1–1 | 2–1 | 1–1 | 5–0 | —   | 2–3 | 2–1 | 1–0 | 1–1 | 1–0 | 2–0 | 1–1 |
| Petrolul Ploiești                          | 6–1 | 4–1 | 3–1 | 1–0 | 3–0 | —   | 2–1 | 3–1 | 1–0 | 2–0 | 1–0 | 7–1 |
| Progresul București                        | 1–3 | 2–0 | 1–2 | 4–1 | 4–2 | 0–1 | —   | 1–3 | 2–1 | 1–3 | 4–1 | 3–0 |
| Rapid București                            | 2–3 | 4–0 | 2–3 | 7–0 | 5–0 | 0–0 | 0–3 | —   | 1–1 | 2–1 | 4–0 | 3–0 |
| Steagul Roșu Orașul Stalin                 | 1–3 | 1–1 | 3–2 | 3–0 | 5–0 | 0–2 | 2–2 | 3–2 | —   | 4–1 | 1–0 | 2–0 |
| Uzinele Arad                               | 1–1 | 0–1 | 1–2 | 3–0 | 3–0 | 3–1 | 1–2 | 0–1 | 2–1 | —   | 3–2 | 1–1 |
| Știința Cluj                               | 1–1 | 1–1 | 1–1 | 3–3 | 2–0 | 2–3 | 1–1 | 2–2 | 0–0 | 1–1 | —   | 1–0 |
| Știința Timișoara                          | 0–1 | 6–1 | 3–5 | 3–1 | 2–1 | 2–1 | 1–1 | 0–0 | 2–0 | 1–2 | 0–0 | —   |
| Câștigă gazdele; Remiză; Câștigă oaspeții. |     |     |     |     |     |     |     |     |     |     |     |     |